# Charles Henri de La Pasture
Charles Henri de La Pasture est un homme politique français né le 10 août 1773 à Montreuil (Pas-de-Calais) et mort le 12 avril 1854 à Vernon (Eure).

## Biographie
Capitaine de vaisseau, il est conseiller général et maire d'Irreville, et député de l'Eure de 1815 à 1816 et de 1820 à 1827, siégeant dans la majorité soutenant les gouvernements de la Restauration.

## Sources
- « Charles Henri de La Pasture », dans Adolphe Robert et Gaston Cougny, Dictionnaire des parlementaires français, Edgar Bourloton, 1889-1891 [détail de l’édition]